# Olav Hansson
Olav Hansson (Oslo, 23 de julio de 1957) es un deportista noruego que compitió en salto en esquí. Ganó dos medallas en el Campeonato Mundial de Esquí Nórdico de 1982, oro en la prueba por equipo y plata en el trampolín grande individual.

## Palmarés internacional
| Campeonato Mundial | Campeonato Mundial | Campeonato Mundial | Campeonato Mundial |
| Año                | Lugar              | Medalla            | Prueba             |
| ------------------ | ------------------ | ------------------ | ------------------ |
| 1982               | Oslo (Noruega)     | Medalla de oro     | TG por equipo      |
| 1982               | Oslo (Noruega)     | Medalla de plata   | TG individual      |